# Coptacra foedata
Coptacra foedata är en insektsart som först beskrevs av Jean Guillaume Audinet Serville 1838.  Coptacra foedata ingår i släktet Coptacra och familjen gräshoppor. Inga underarter finns listade i Catalogue of Life.